# 貝爾切尼鄉 (伊爾福夫縣)
44°19′N 26°11′E / 44.317°N 26.183°E
貝爾切尼鄉（羅馬尼亞語：Berceni, Ilfov），是羅馬尼亞的鄉份，位於該國南部，由伊爾福夫縣負責管轄，面積27平方公里，海拔高度69米，2007年人口3,665，人口密度每平方公里134人。